# Zuben Elakrab
Zuben Elakrab (gamma Librae) is een ster in het sterrenbeeld Weegschaal (Libra).
De ster staat ook bekend als Zuben Hakraki en Zuben al Hakrabi.